# 工場レイアウト
工場レイアウト（こうじょうレイアウト）とは、工場の様々な設備の配置のこと。
工場レイアウトを最適化することで、工場内物流費（トヨタ生産方式で言われる運搬のムダ）はもちろん、生産性の向上にもつながる。
工場レイアウトを大量生産時代のレイアウトのまま生産を続ける工場が多いが、多品種少量生産に移行している生産状況でのロスは大きいとされている。時代に即したレイアウトを柔軟に考え取り入れて行くことが重要とされている。

## 活用する手法
- 流れ線図
- 作業者移動図

## 活用する分析手法
- P-Q分析
- アクティビティ相互関連分析
- アクティビティ相互関連ダイヤグラム